# Galerie Moos
La Maison Moos, puis Galerie Moos, est une galerie d'art et maison de vente aux enchères fondée en 1906 à Genève par le marchand de tableaux Max Moos. La galerie a cessé ses activités commerciales en 1976.
Il faut distinguer la Galerie Moos fondée par Max Moos, le père, et la Galerie Georges Moos fondée par son fils en 1941, également à Genève, et qui a fermé ses portes en 1986.
Plusieurs autres galeries d'art ont été créées à travers le monde par divers membres de la famille Moos : à Karlsruhe, New York, Toronto, Zurich.

## Historique et biographie
La Maison Moos puis Galerie Moos changera plusieurs fois d'adresse au gré de la conjoncture et des réussites économiques entre 1906 et 1976.

### 1906: Rue du Rhône 29 (Genève)
Max Moos, fondateur de la Maison Moos (Genève), est né en 1880 à Randegg dans le Bade Wurtemberg en Allemagne. Fils de Heinrich Moos et de Rosalie
Bloch, il passe son enfance à Karlsruhe où son père tient un atelier de xylographie et de galvanoplastie pour l'édition de cartes postales. Il voyage en France et en Espagne, puis s'installe à Genève en 1906. Avec sa sœur Hedwig Moos, il ouvre une boutique de cadres et de cartes postales illustrées, à l'enseigne de la Maison Moos au 29 rue du Rhône, à la même adresse que le peintre suisse Ferdinand Hodler.
En 1910, il élargit son offre, comme le stipule son papier à en-tête: Maison Moos. Éditeurs. Exposition de tableaux modernes. Aquarelles. Eaux-fortes originales. Gravures. Photographies. Encadrements.
À partir de cette date, Moos consacre de plus en plus de temps au négoce de tableaux. Afin de libérer de la place pour les expositions qu'il organise dans son magasin, il déménage son atelier d'encadrement dans un autre local. Curieusement, cependant, la première grande exposition organisée par la Maison Moos en 1912, consacrée à Otto Vautier, se tient à la Kunsthalle Basel.

### 1913: Grand-Quai 10 (Genève)
C'est finalement en été 1913 que Max Moos ouvre une véritable galerie d'art dans de nouveaux locaux à la Place du Port, au Grand-Quai 10 (actuellement Quai-Général-Guisan). La même année, il obtient la citoyenneté genevoise. Il simplifie son papier à en-tête qui devient : Galerie : Moos Genève. 
Dès lors, les expositions (L'Espagne (ses peintres), Paris (ses peintres), Max Buri, Ferdinand Hodler, Otto Vautier,, etc.)  se succèdent régulièrement, pratiquement à la cadence d'une par mois jusqu'en 1921. La galerie gagne rapidement en notoriété et devient un passage obligé. Ces expositions individuelles ou collectives (Cuno Amiet, Maurice Barraud, Giovanni Giacometti, Emile Bressler, Gustave Buchet, etc.) sont organisées de manière très professionnelle : un catalogue tiré à 90 ou 120 exemplaires (8-32 pages) est édité et même parfois préfacé par des grands noms du journalisme suisse ou local, comme Lucienne Florentin. Cette dernière, critique d'art au quotidien genevois La Suisse, était surnommée par ses confrères journalistes la « sirène des galeries » ou plus ironiquement « l'oracle des arts » pour son rôle présumé dans la promotion des expositions de la Galerie Moos. Ce système marchand-critique sera dénoncé à plusieurs reprises. Max Moos entretient aussi une publicité régulière dans les journaux locaux et dans certaines revues d'art (Werk, Pages d'art, etc.) et fait imprimer des affiches grand format qu'il diffuse dans toute la Suisse.
En 1914, le déclenchement de la Première Guerre mondiale provoque le retour à Genève de nombreux peintres installés à Paris. Cette concentration d'artistes fournit avec régularité des œuvres à la galerie et est même est à l'origine de l’émergence d'une jeune école genevoise de peinture : Le groupe du Falot, fondé par le peintre Maurice Barraud. La fermeture du Musée Rath, mis à la disposition de l'Agence internationale des Prisonniers de guerre du Comité international de la Croix-Rouge consacre, jusqu'en 1921, la Galerie Moos comme lieu privilégié d'expositions d'art contemporain à Genève. L'arrivée d'un nombre important de réfugiés français apporte une nouvelle clientèle potentielle à la galerie. Afin de satisfaire ces nouveaux acheteurs, Max Moos diversifie son offre en proposant, de manière permanente, des œuvres impressionnistes et postimpressionnistes (Pierre Bonnard, Paul Cézanne, Vincent Van Gogh, Claude Monet, Camille Pissarro, etc.) qu'il fait venir à Genève grâce à ses relations avec plusieurs marchands parisiens. En 1916, en collaboration avec Paul Vallotton, représentant de  la galerie parisienne Bernheim-Jeune établi à Lausanne, il présente sa première Exposition de peinture française moderne, expérience qu'il renouvellera régulièrement jusqu'en 1920. Cette notoriété lui permet ainsi d'étendre son marché en Suisse alémanique et à l’étranger. Enfin, dès 1915, la Galerie Moos détient le quasi-monopole de la production artistique du peintre Ferdinand Hodler.
Malgré la guerre, la conjoncture reste favorable au marché de l'art et la Galerie Moos n'a pratiquement pas de concurrence à Genève. Cette réussite commerciale fait cependant des émules : Charles-Daniel Wyatt (1878-1967), de nationalité anglaise, né à Bellevue près de Genève, gendre de David Schmidt, l'un des plus grands collectionneurs de l’œuvre de Hodler, ouvre une galerie : le Grand Salon d'art à la rue du Mont-Blanc 7. En 1916, Wyatt inaugure sa première grande exposition ; il y présente une centaine d’œuvres de Hodler provenant en partie de la succession D. Schmidt et une vingtaine de sculptures de l'artiste Hermann Haller. Sa deuxième exposition est consacrée à Otto Vautier et fait directement concurrence à Moos. Malgré cela, Wyatt ne parviendra pas, pour des raisons d'assises financières, à maintenir une programmation d'expositions d'envergure suffisante pour inquiéter la Galerie Moos.

### 1917: Rue du Marché 13 (Genève)
Juillet 1917, pour faire face à toute concurrence, Moos se lance dans une opération de grande envergure avec trois associés : Paul A. Renaud, François Naly et Ernest Ponti. Il fait l'acquisition d'un l'immeuble à la rue du Marché 13, pour l'installation de ce qui va devenir avec ses trois étages et ses onze salles d'exposition, après transformation par l'architecte genevois Alfred Olivet, la plus vaste galerie d'art de Suisse. Un journaliste de l'époque, du quotidien genevois la Tribune de Genève écrira :

« C'est incontestablement un événement important que la fondation à Genève d'une galerie d'art dont on peut dire - paraît-il - qu'elle est la plus grande et la mieux ordonnée d'Europe, parmi toutes celles qu'a créées l'initiative privée. »

— Aux nouvelles galeries Moos / JOHP, In: La Tribune de Genève. - Genève. - 7 février 1918, rubrique "Notes d'art", p. 4
Il l'inaugure le 22 janvier 1918 avec une Exposition suisse des beaux-arts réunissant plus de 500 œuvres. L'usurpation du titre officiel des expositions de la Société suisse des beaux-arts (SSBA) et l'importance de la collection exposée (autant que pour un Salon national) lui vaudra de nombreuses protestations.
En mai de la même année, il organise à nouveau un important événement : L'Exposition Ferdinand Hodler. Elle est présentée dans un luxueux catalogue tiré à 3 000 exemplaires, enrichi de textes de journalistes renommés: Johannès Widmer, Carl-Albert Loosli et Lucienne Florentin engagée, pour l'occasion, comme conseillère artistique de la galerie. Moos réunit 281 œuvres en puisant dans ses collections et dans celles de ses plus fidèles clients et associés. Il sollicite aussi des prêts à des particuliers, notamment, à Louis Gunzbürger, grand collectionneur de F. Hodler, qui lui fournira pratiquement l'intégralité de sa collection, soit 39 œuvres, dont 23 peintures. Hodler pourra encore visiter l'exposition quelques jours avant sa mort. À la suite de cette disparition, l'exposition devient, de fait, rétrospective, ce qui a pour conséquence de faire grimper la cote de l'artiste et la valeur marchande de ses œuvres. L'exposition obtiendra un très grand succès. Prévue initialement jusqu'à fin juin, elle sera prolongée plusieurs fois pour se terminer le 1er octobre 1918. À la fin de l'exercice comptable de la même année, le registre de la Galerie Moos mentionne 1290 tableaux, dont 86 Hodler d'une valeur d'inventaire de 202 485 francs.
La Kunsthalle Basel décide à son tour, en 1919, de monter une rétrospective de l'œuvre de F. Hodler. Faute de temps, son conservateur Wilhelm Barth demande à la Galerie Moos de lui fournir une exposition clé en main. Moos puise dans sa propre collection et bat une nouvelle fois le rappel auprès de ses principaux clients et associés pour compléter le fonds Hodler déjà très important de la galerie. Cette exposition sera reprise, intégralement, par la Kunsthalle de Berne en 1921. Ces rétrospectives ne sont pas seulement organisées pour satisfaire la curiosité de nombreux visiteurs, elles contribuent aussi à la promotion des œuvres prêtées par les particuliers et la Galerie Moos, entraînant une importante spéculation sur l’œuvre de F. Hodler. Un exemple, parmi beaucoup d'autres: le Portrait du Prof. Yung voit son prix passer de 10 000 à 50 000 francs suisses en très peu de temps. Cette surenchère, et plus de 230 œuvres de F. Hodler à vendre simultanément, auront pour effet de créer une bulle spéculative et d'asphyxier le marché.
À partir de 1920, Moos se lance dans les ventes aux enchères. Lors de la vente de la Collection de feu M. le Dr L.(Dr Anton Löw 1847-1907) le 27 avril 1920, le lot no 19, Gustav Klimt (1862-1918) - Judith et Holopherne est mis aux enchères. En 1954, Berthe Hodler (veuve de Ferdinand Hodler), revend ce tableau qui rejoint les collections permanentesde l'Österreichische Galerie Belvedere.
Malgré une programmation de concerts et d'expositions de qualité (Carlos Schwabe, Degas, Les Cubistes, etc.), la Galerie Moos dépense plus qu'elle ne vend et sera rattrapée par la crise économique de l'après-guerre. Le marché de l'art n'est plus favorable à Genève et le 2 décembre 1921, Max Moos et ses associés sont obligés de vendre l'immeuble de la rue du Marché à la société La Pharmacie Principale (Jean de Tolédo) et de liquider la galerie entre mars et avril 1922.
Galerie Moos, rue du Marché, 13 à Genève, janvier 1918.
 Photogr. L.L. Pricam (1872-1946). 
Ville de Genève. Musées d'art et d'histoire. BAA - Archives de la Galerie Moos, 1999.

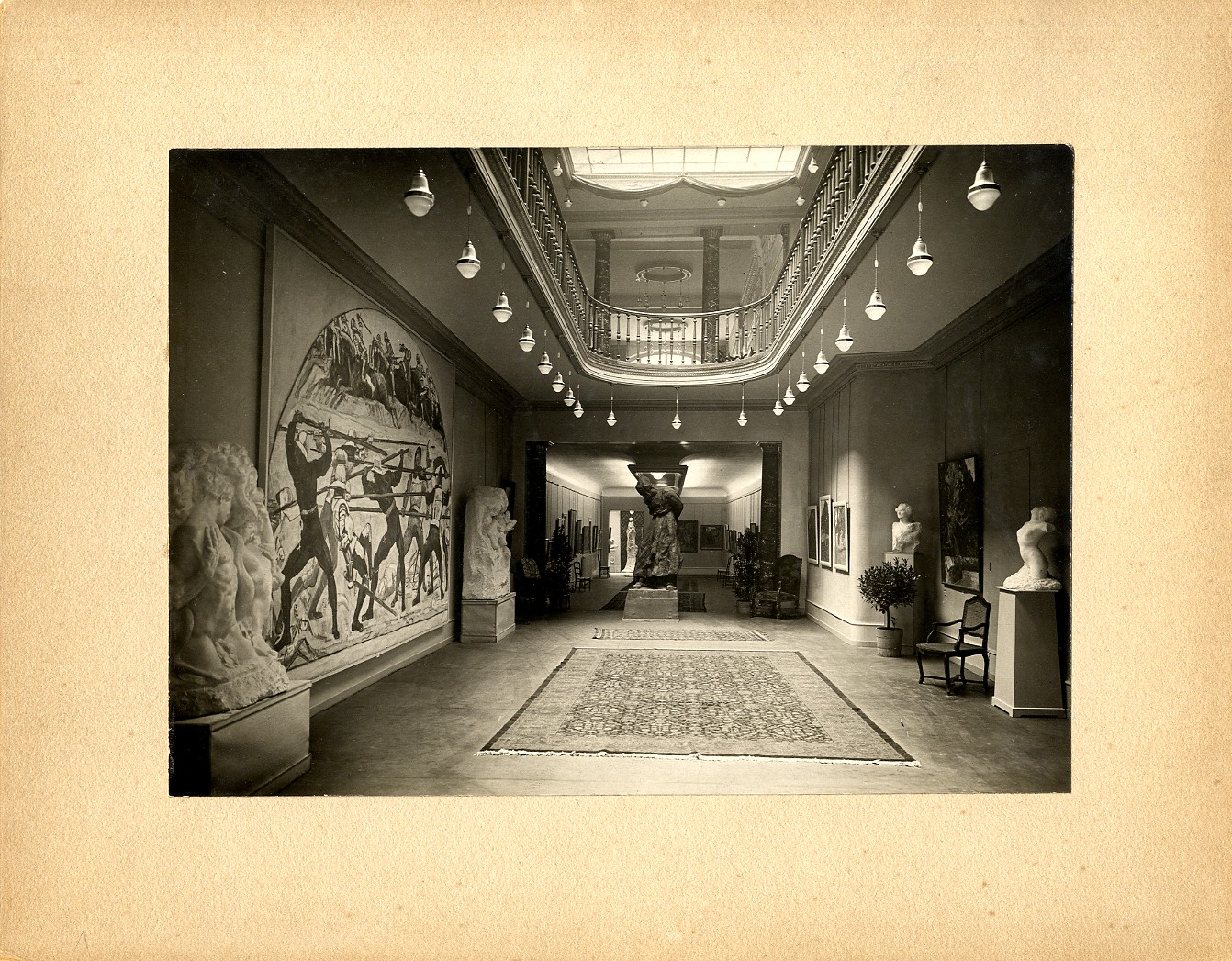
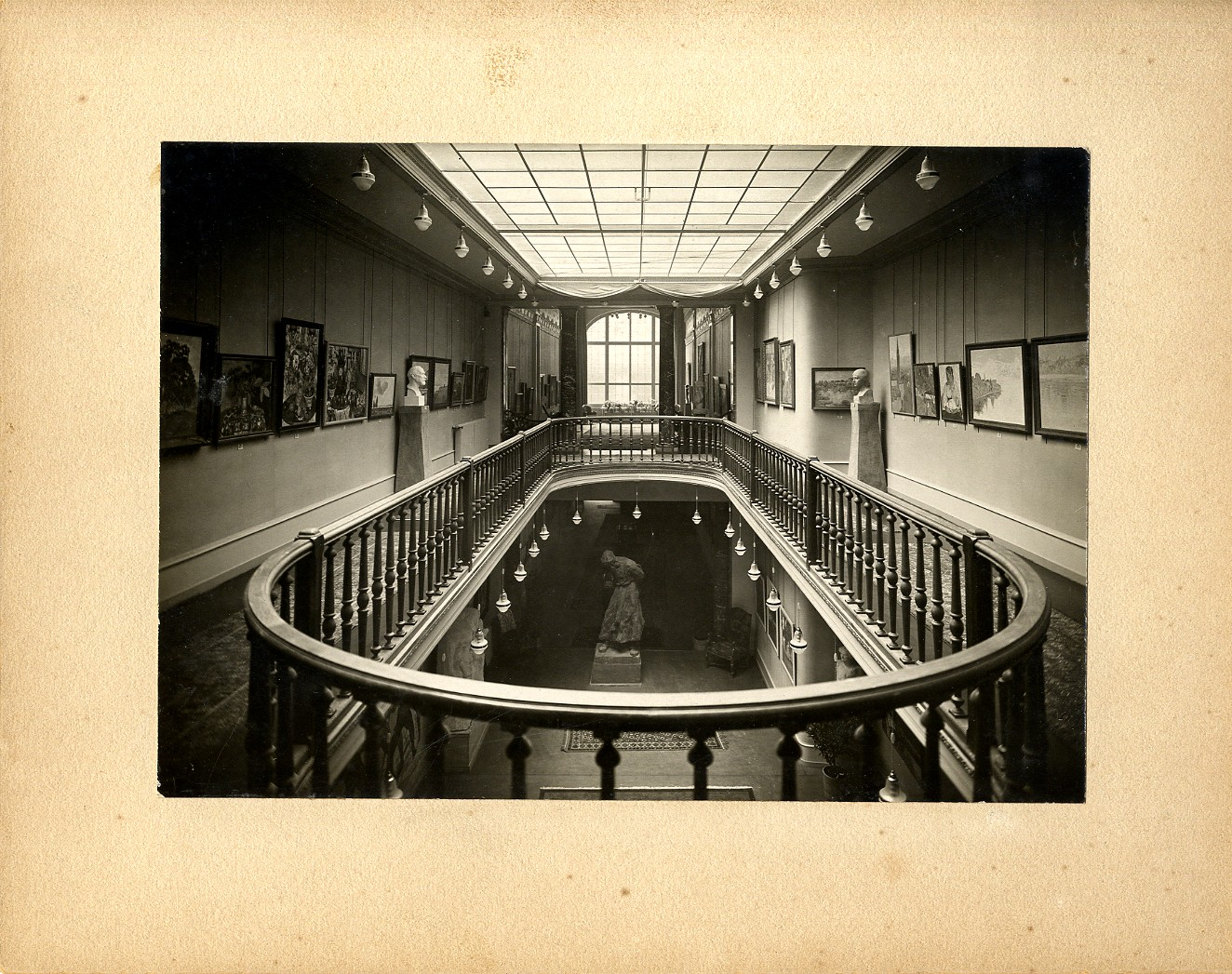
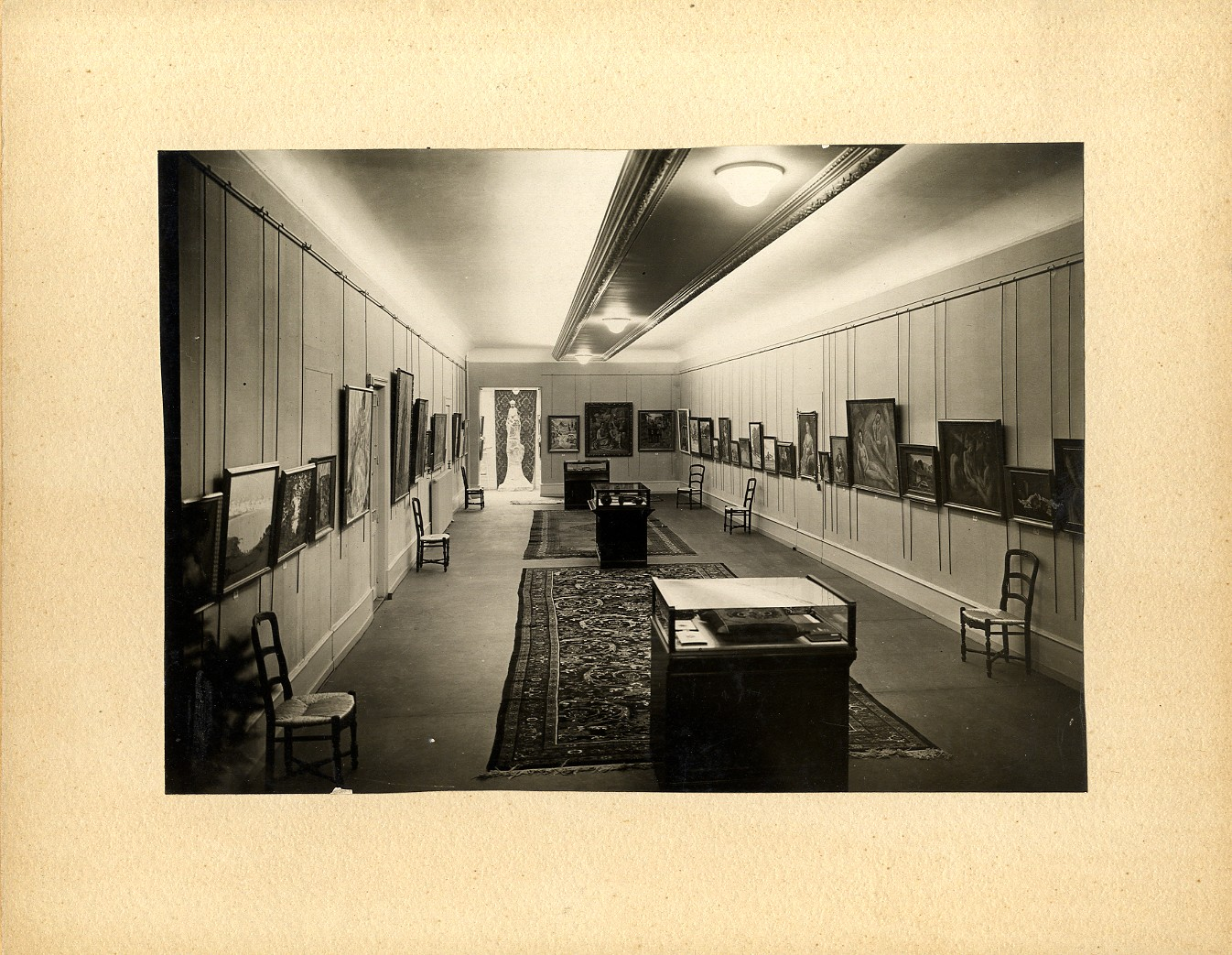
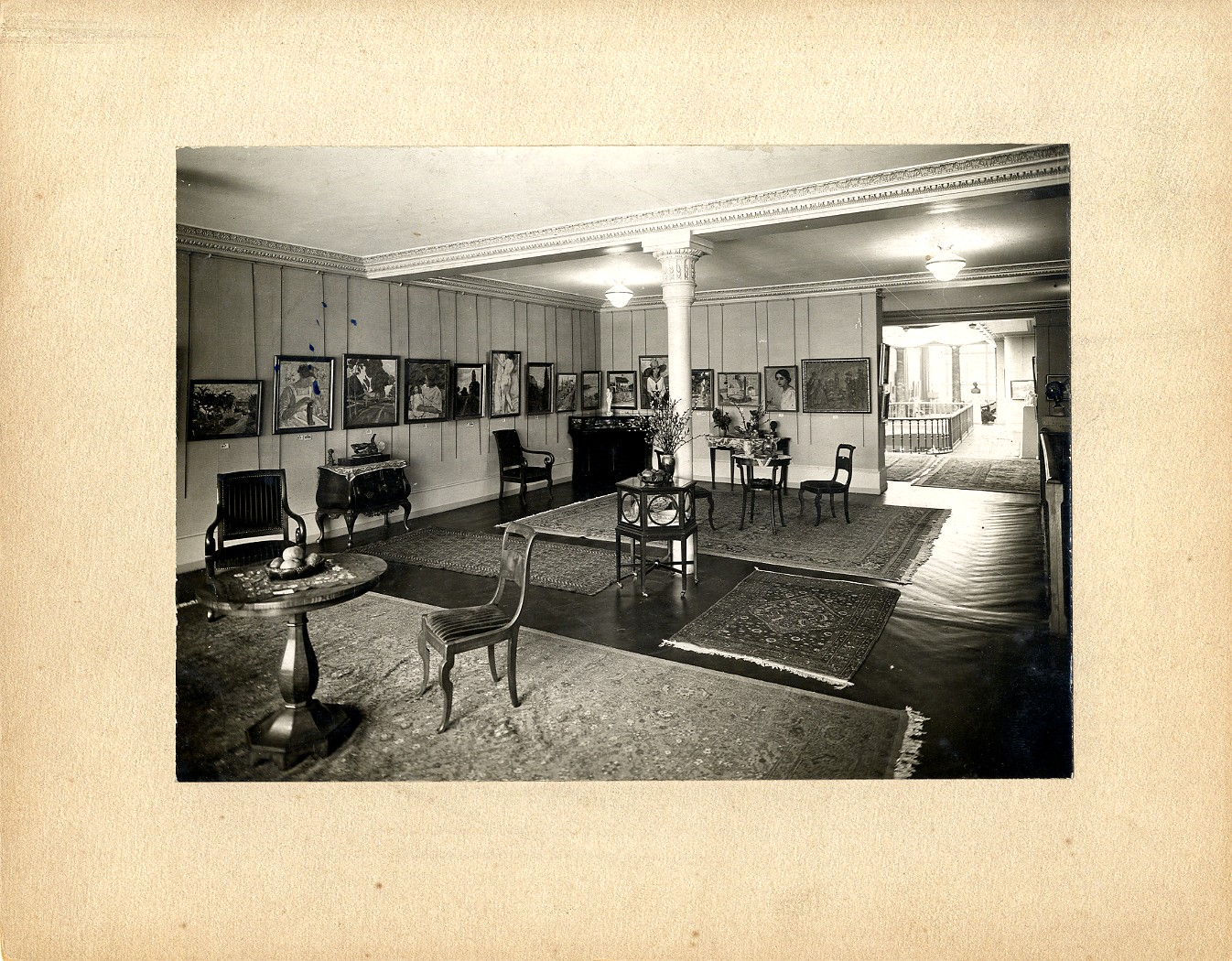
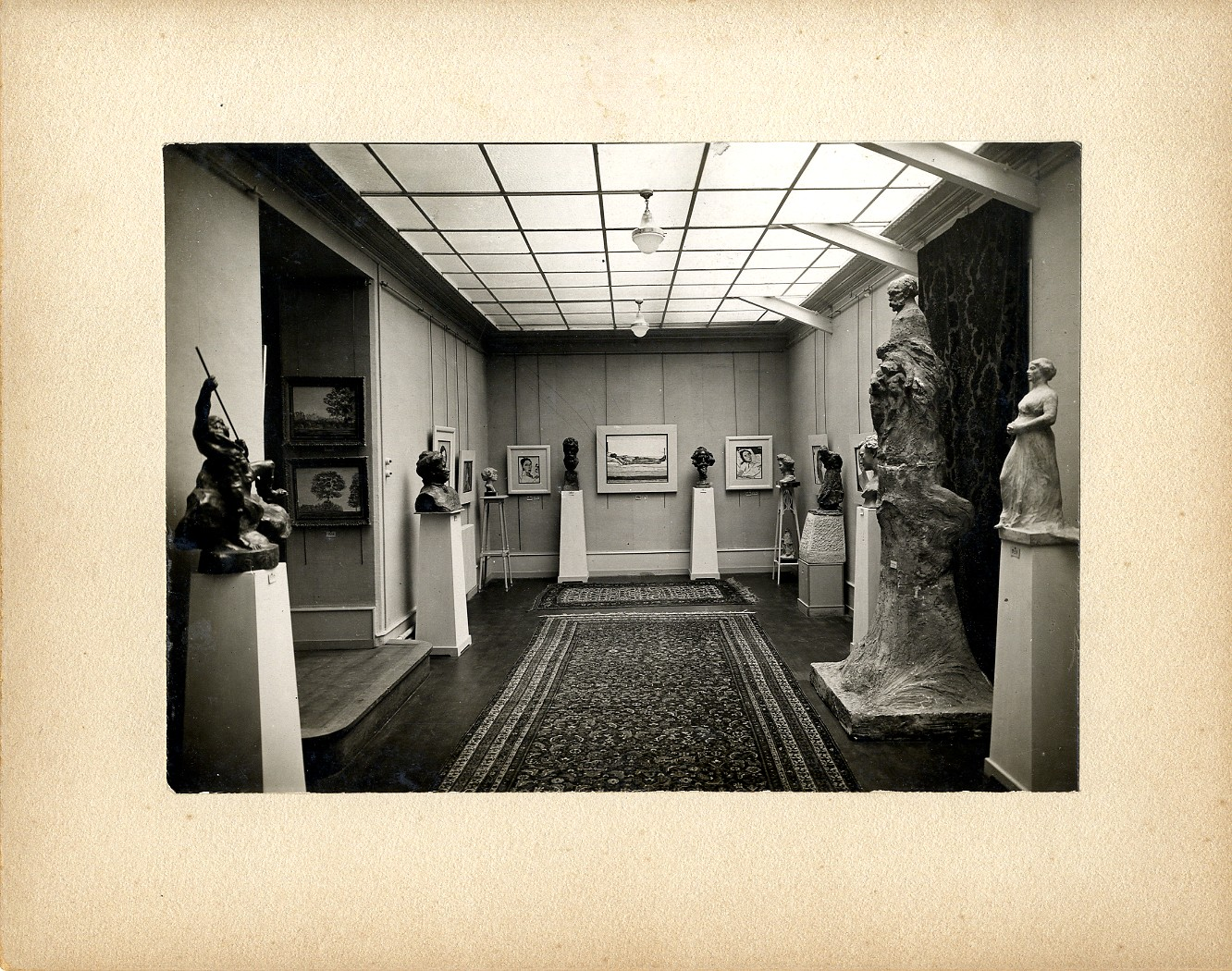
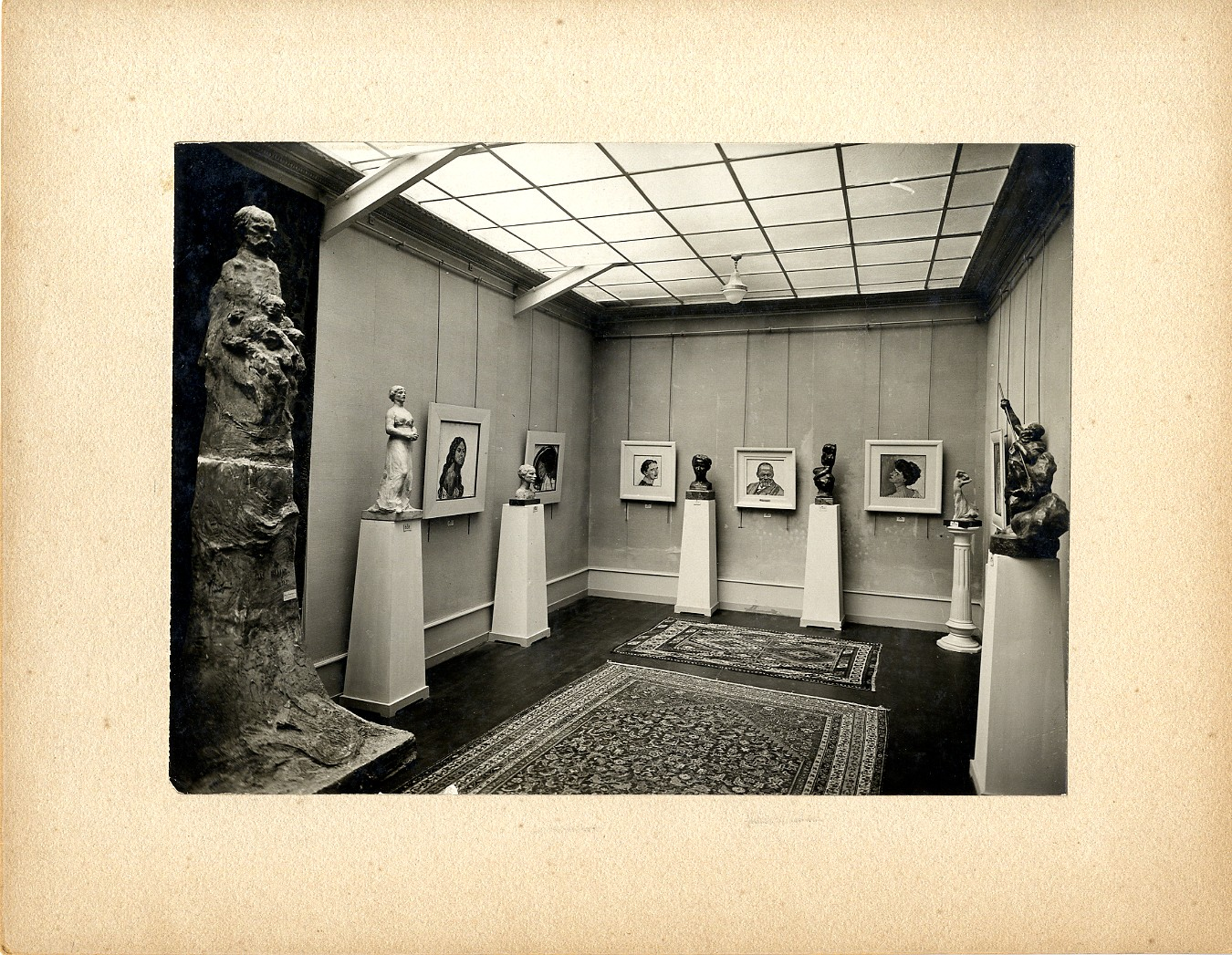
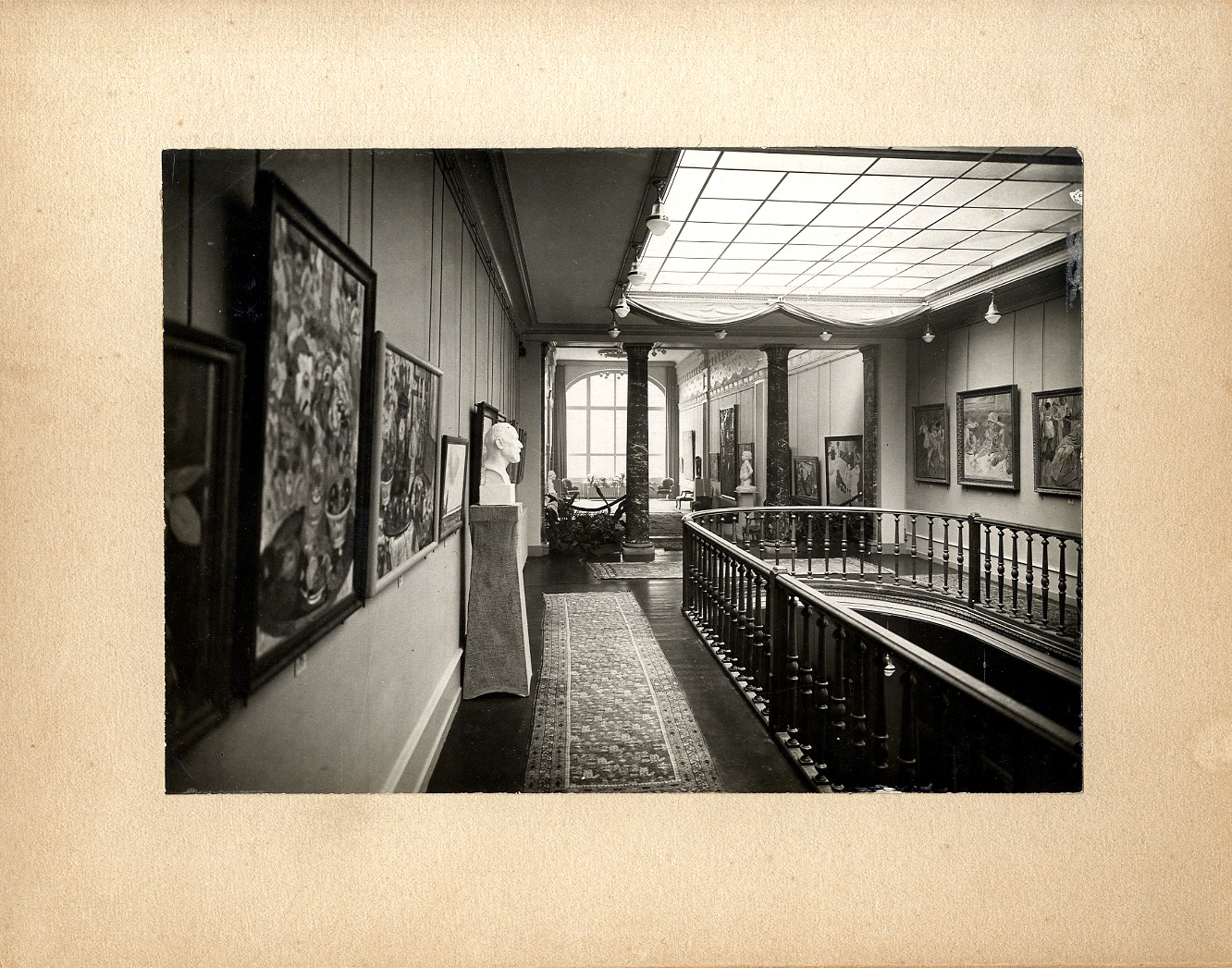
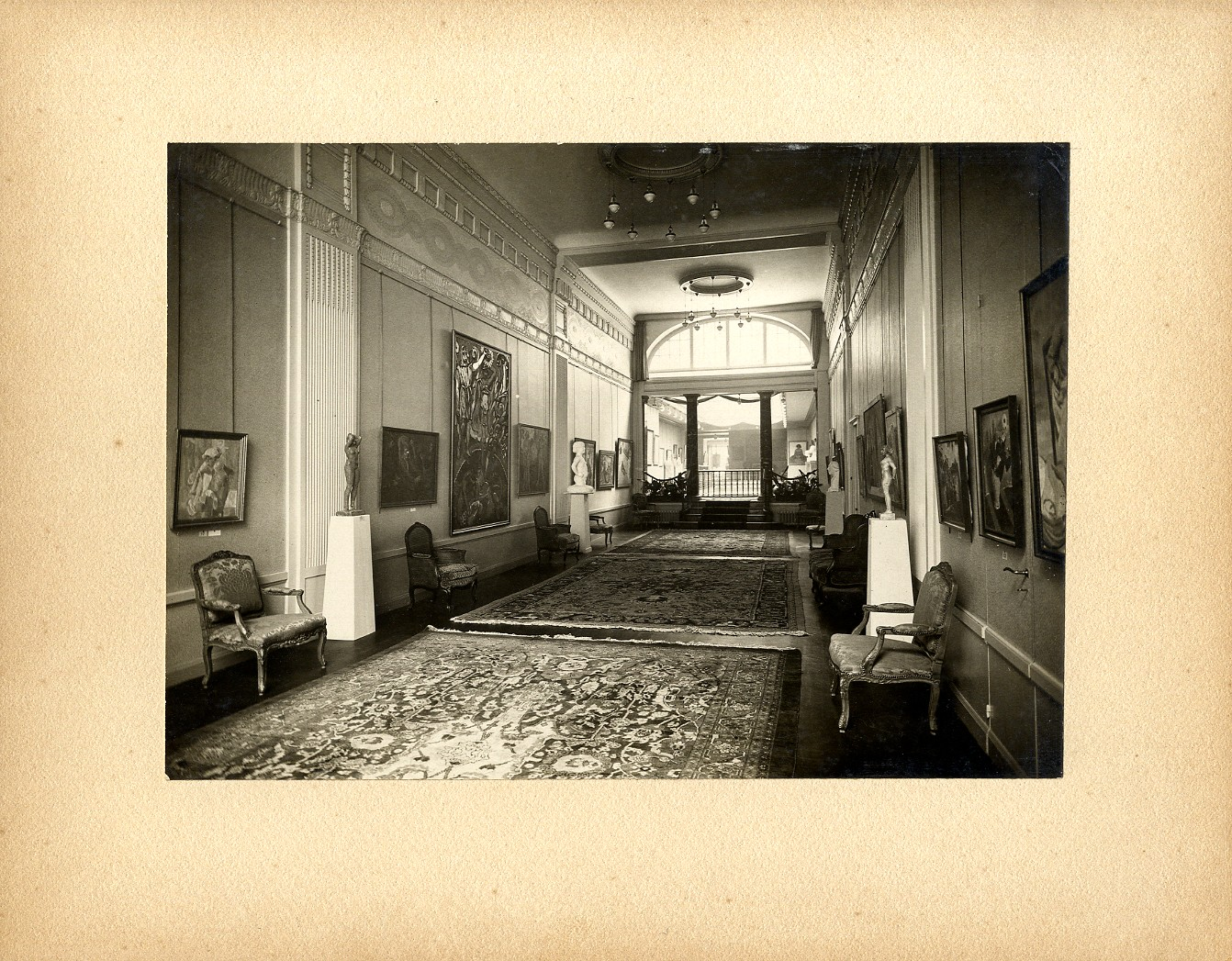
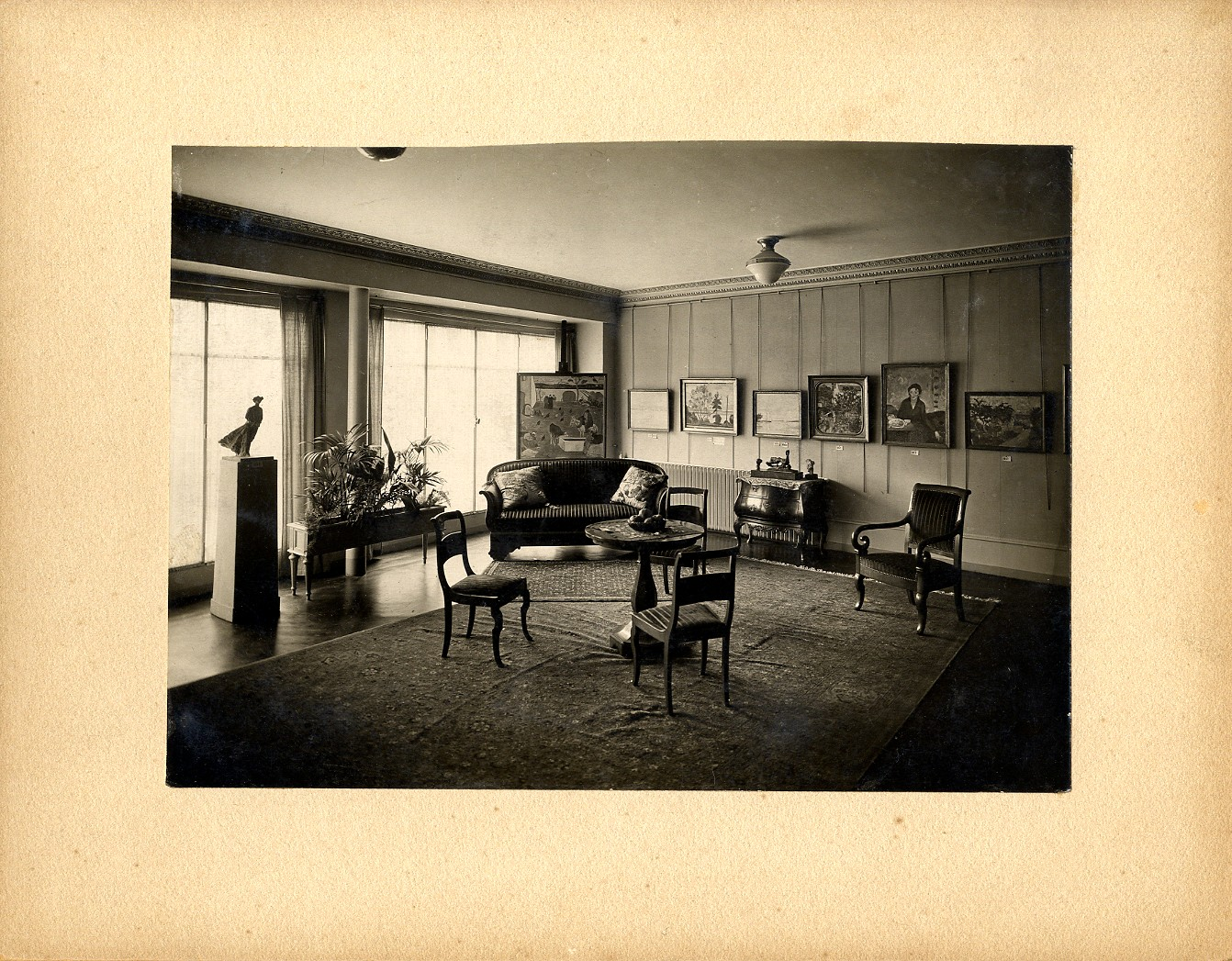
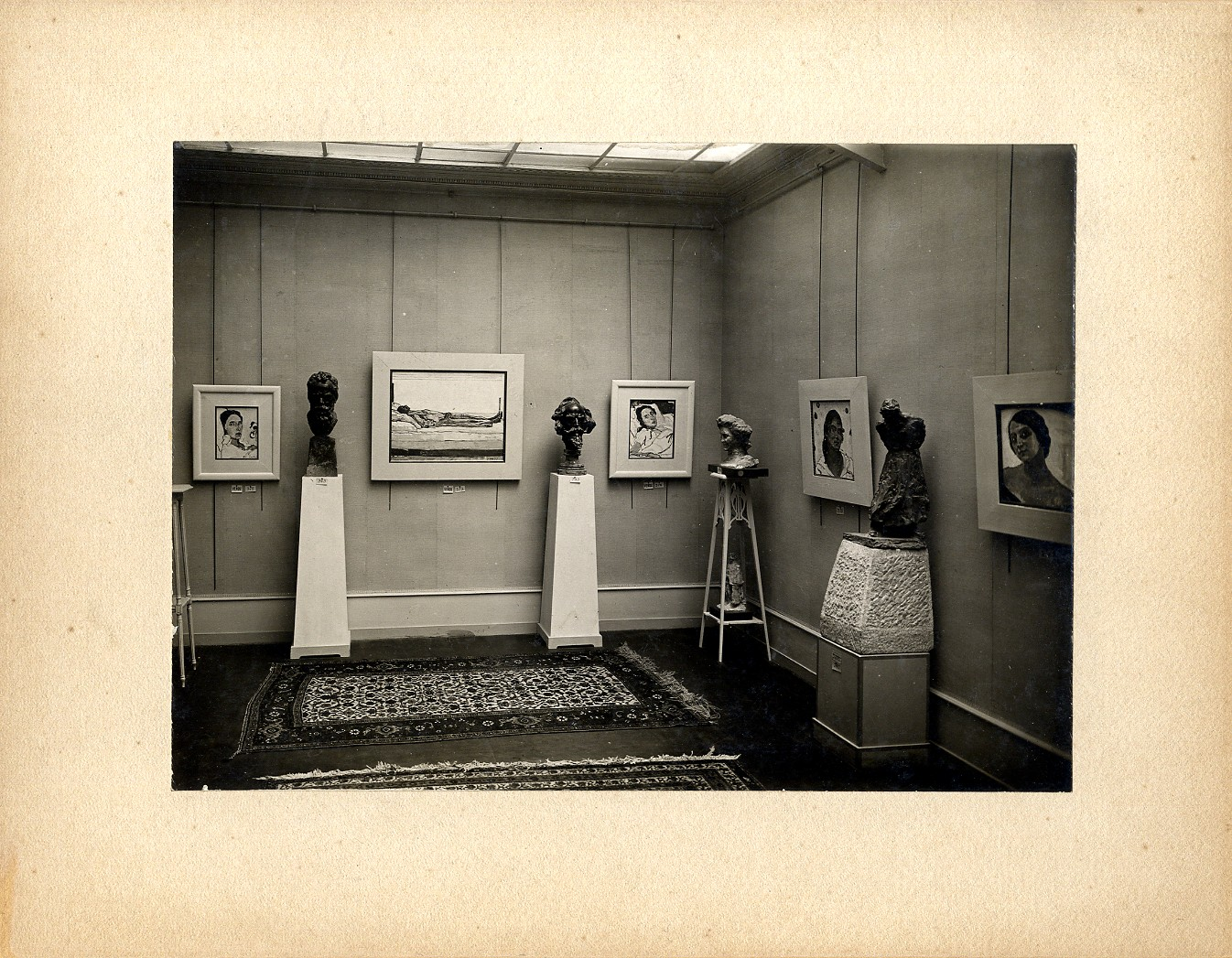

 

### 1922: Rue de la Boétie 14 (Paris)
En mars 1922, Max Moos s'expatrie pour ouvrir une nouvelle galerie au 14 rue de la Boëtie à Paris, où le marché de l'art semble plus florissant. À cette occasion, il présente une exposition consacrée au peintre Eugène Carrière puis inaugure, quelque temps après, une exposition consacrée à Laure Bruni. On sait peu de chose sur cette période de la galerie, sinon que Max Moos a été gravement malade et que son associé parisien en aurait profité pour l'escroquer. L'épisode parisien de la Galerie Moos ne dure pas plus d'un an.

### 1923: Quai du Mont-Blanc 31 (Genève)
Max Moos revient à Genève en 1923. Le 8 décembre, il inaugure à nouveau une galerie d'art au 31 quai du Mont-Blanc, en commençant par une modeste exposition Frédéric Dufaux. Il y pratique le système de l'exposition permanente de sa collection Hodler qu'il a pu préserver de la liquidation de la Galerie de la rue du Marché 13. Elle devient son fonds de commerce. Il organise des ventes de gré à gré, notamment sept tableaux de F. Hodler au Musée d'art et d'histoire de Genève et des ventes aux enchères.
En 1924, il fait circuler à des prix prohibitifs, au pire moment de la crise économique allemande, ce qu'il appelle une Hodler-Kollection (45 peintures et dessins) dans différentes galeries allemandes (Galerie Goldschmidt à Francfort-sur-le-Main, Paul Cassirer à Berlin, Galerie Heinrich Thannhauser à Munich, etc.). À la fin de la tournée, en 1925, le bilan en sera négatif. Moos présente aussi quelques expositions personnelles, notamment Maurice Barraud qui aura un certain succès.

### 1927: Quai du Mont-Blanc 31 et rue du Léman 3  (Genève)
En 1927 Max Moos, se trouvant trop à l'étroit dans ses locaux du Quai du Mont-Blanc, inaugure une nouvelle galerie au 3 rue du Léman. Il conserve, toutefois, l'ancienne adresse pour le commerce de l'« Art ancien », des « Objets d'art » et des « meubles anciens ». Mais c'est dans ses nouveaux locaux qu'il va proposer de nombreuses expositions d'« Art moderne », d'art contemporain suisse et international : L'« École de Paris », peinture norvégienne (préfacé par le peintre E. Munch), polonaise… Il présentera aussi une exposition intitulée 21 artistes du Novecento italien parrainée par un impressionnant Comité d'honneur présidé par Benito Mussolini.
Max Moos se lance, en 1930, dans un projet commercial très ambitieux qui a pour cheval de bataille le peintre suisse François Barraud. Afin d'en assurer la promotion, la journaliste Lucienne Florentin est chargée d'écrire des articles, une monographie sur l'artiste et d'organiser une grande Exposition François Barraud. Une deuxième exposition aura lieu en 1932 à la Galerie du Portique à Paris en collaboration avec la Galerie Moos. Le succès est au rendez-vous et Moos vend ses tableaux autant à ses fidèles clients qu'aux nouvelles générations de collectionneurs. Le critique d'art Pierre Courthion verra en François Barraud « le successeur de Hodler et Vallotton ». Après plusieurs autres expositions, jusqu'en 1935, un grand tapage commercial et une surenchère sur les prix, l'intérêt pour l'artiste diminuera auprès des amateurs d'art.
Entre 1927 et 1939, il se spécialise dans l'organisation de ventes aux enchères. Les plus prestigieuses réuniront jusqu'à 400 tableaux, pièces de mobilier et objets d'art. Elles sont l'occasion de la publication de catalogues de ventes détaillés et illustrés. Plus d'une trentaine de ventes aux enchères de collections genevoises, suisses (Ernest Ponti, Paul Chavan, Johannes Widmer, etc.) et étrangères (France, Belgique, Pays-Bas, etc.) seront organisées.
Le 19 mai 1938, vingt ans après la mort de Ferdinand Hodler, Moos lui consacre une nouvelle exposition rétrospective : Exposition commémorative 1918-1928.
En 1939, quelques jours avant le début de la Seconde Guerre mondiale, Max Moos et son épouse Fanny Moos se rendent à New York pour le mariage de leur fille, mais, en raison du conflit mondial, il ne rentreront qu'en 1946 à Genève. Plusieurs membres de la famille Moos, restés en Europe, seront victimes des persécutions et des déportations ordonnées par le Troisième Reich.
Jusqu'en 1946, pendant l'exil forcé de ses parents à New York, son fils Georges Moos assurera l'intérim à la direction de la Galerie Moos (Père). Quelques expositions auront encore lieu à la rue du Léman 3 : le peintre Paul Albert Mathey en 1940, Lucien Schwob en 1941 et la vente aux enchères des meubles de la collection de M. et Mme Moos pour financer le séjour de ses parents aux États-Unis.
Pendant son exil à New York, Moos continuera la promotion de sa collection, en organisant des expositions F. Barraud à la Knoedler Gallery, F. Hodler à la Durand-Ruel Galleries et au San Francisco De Young Museum (7-8.9.1940).

### 1946: Quai du Mont-Blanc 31 (Genève)
À son retour à Genève, en 1946, Moos résilie le bail de la galerie du Léman 3. À partir de 1950, il organise encore plusieurs ventes aux enchères, toujours fidèle à Ferdinand Hodler; une dernière rétrospective a lieu en 1958 pour le 40e anniversaire de la mort du peintre. Puis le galeriste ralentit progressivement ses activités. Un carton d'invitation mentionne encore une exposition Pierre Jacques le 15 avril 1967, au quai du Mont Blanc 31. Les dernières expositions ont lieu à son domicile, les cartons d'invitation portent la mention : Chez Max Moos.
Max Moos meurt dans sa 97e année le 11 octobre 1976 à Genève et la Galerie Moos ferme définitivement ses portes en 1976,.

## Sélection d'expositions[62]
1912 : Exposition Otto Vautier : Kunsthalle Basel, du 3 mars au 31 mars 1912 organisée par la Maison Moos, Genève
1913 : Exposition l'Espagne (ses peintres) : œuvres de Castelucho, Fornerod, Gumery, Marin Ramos, Morerod, Ribera, Sala, Vasquez-Diaz : Galerie de tableaux modernes, Maison Moos, Grand-Quai 10, Genève 29, Rue du Rhône, du 1er au 31 août 1913
1913 : Exposition Max Buri, Ferd. Hodler, Otto Vautier : Galerie Moos, Grand-Quai, 10, Genève, du 1er au 30 novembre 1913
1914 : Exposition M. Barraud, E. Bressler, G. François : [Galerie Moos, 10 Rue Grand Quai, Genève], du 15 janvier au 15 février [1914]
1914 : Exposition Cuno Amiet, James Vibert : du 2 mars au 31 mars..., [Galerie Moos, 10, Grand Quai, Genève] : [catalogue] / [L. Florentin]
1916 : Exposition Maurice Barraud : Galerie Moos, 10 Rue Grand Quai, Genève, vernissage 18 avril 1916
1916 : Exposition de peinture française : catalogue, Galerie Moos, 10 Grand Quai, Genève, du 15 juin au 31 juillet 1916
1918 : Exposition suisse des beaux-arts : Galerie Moos, Genève, rue du Marché, 13, du 22 janvier au 28 février 1918
1918 : Giovanni  Giacometti, Otto Vautier, Maurice Sarkissoff : expositions, Galerie Moos, 13, rue du Marché, 13, Genève, du 9 avril au 8 mai 1918
1918 : Exposition Ferdinand Hodler : 11 mai - 30 juin 1918, Galerie Moos, [13 rue du Marché], Genève
1919 : Expositions Degas, A. Apol, Ed. Bille, E. Geiger, Ph. Robert, Aug. Sartori, O. Vautier : Galerie Moos, 13, rue du Marché, 13, Genève, du 10 avril au 8 mai 1919
1920 : Carlos Schwab, A. Fournier, O. Vautier, F. Smeers, E. Barbaroux, Massot, J. de Boerzoenyi, G. de Latenay : Galerie Moos, 13, rue du Marché, Genève, mars 1920
1920 : Les cubistes : la jeune peinture française : Galerie Moos, 13 rue du Marché, Genève, février 1920
1922 : Laure Bruni : exposition, Galerie Moos, 14, rue la Boëtie, Paris, 27 mars - 15 avril 1922
1923 : Exposition Frédéric Dufaux : exposition, Galerie Moos, 31, quai du Mont-Blanc, 31, Genève, du 8 au 31 décembre 1923
1929 : Deuxième exposition d'artistes du novecento italien : Galerie Moos, [3, rue du Léman], Genève, juin-juillet 1929
1931 : Exposition François Barraud : Galerie Moos, 3, rue du Léman, 3, Genève, juin 1931
1932 : François Barraud : au Portique, Paris, du 28 mai au 25 juin 1932
1933 : François Barraud : Galerie Moos, 3, rue du Léman, 3, Genève, [exposition du] 20 mai-20 juin 1933
1938 : F. Hodler : exposition commémorative à l'occasion du XXme anniversaire de sa mort : Genève, Galerie Moos, [rue du Léman 3], Genève : du 19 mai au 19 juin 1938
1940 : Paintings by Ferdinand Hodler 1853 - 1918, New York, Durand-Ruel Galleries, 1 - 31.5.1940
1940 : Exhibition of paintings by Francois Barraud, 1899-1934, New York : Knoedler & Co.'s Galleries, 14-26.10.1940
1956 : Exposition "Retour à la nature" par Pierre Jaques : chez Max Moos, Genève, octobre-novembre 1956
1961 : Exposition d'art français : chez Max Moos, quai du Mont-Blanc, 31, Genève, 8 avril-31 mai 1961
1965 : Exposition d'art français : chez Max Moos, quai du Mont-Blanc 31, Genève, mars-avril 1965
1967:Exposition d'art Français à la galerie Georges Moos (7-30 avril 1967) 2 grand rue - Genève - Suisse, elle exposa du 7 avril au 12 mai 1967 l'artiste peintre dit Anne (Annette) Anne Michel-Selmersheim (1907-1974) épouse Jean Michel, exposition 24 tableaux de fleurs, assiettes de pêches, en Dauphiné (Meylan), la tronche, nu de dos, le rondeau) ; cette artiste est la demi-sœur de Ginette Signac (née Shelmersheim) fille de Paul Signac (1863-1935).

## Sélection de ventes aux enchères
- 1920 : Catalogue des tableaux anciens et modernes : objets d'art et d'ameublement... : dépendant de la collection de feu le Dr L. et dont la vente aura lieu à Genève, Galerie Moos, 13, rue du Marché, les lundi 26 avril et mardi 27 avril 1920
- 1931 : Vues et costumes de Genève, du canton de Vaud et de la Savoie : gravures anciennes en différents genres : peintures, aquarelles et dessins originaux provenant de la collection de feu M. Henri Fatio et de la succession d'un amateur lausannois : vente aux enchères à Genève, Galerie Moos, [3, rue du Léman], les 23 et 24 juin 1931... par le ministère de Me Ch. D. Cosandier...
- 1932 : Collections de Mme Mary C. Blair, Chambésy et de la comtesse A. d'Oustinoff, Nice : tableaux, aquarelles, dessins et gravures, objets d'art et d'ameublement, meubles...: dont la vente aura lieu à Genève, Galerie Moos, 3, rue du Léman, les 2 et 3 décembre 1932... : par le ministère de Me Ch. D. Cosandier
- 1933 : Collection d'un amateur genevois : vente aux enchères, Genève, Galerie Moos, 3 Rue du Léman, le 22 juin 1933...
- 1934: Tableaux, aquarelles et dessins par Baron, Barraud, Berchère...provenant des collections N. A. Groen, Bruxelles, R. Lazzarelli, Genève et d'autre provenance et dont la vente aura lieu à Genève, Galerie Moos, 3, rue du Léman, le 24 mars 1934 par le ministère de Me Ch. D. Cosandier assisté de M. Max Moos.
- 1934 : Tableaux, aquarelles, dessins, objets d'art et d'ameublement, meubles anciens et modernes... : collections de M. Charles Amann, antiquaire, collection particulière de Mme Mary C. Blair dont la vente aura lieu à Genève, Galerie Moos, 3, rue du Léman, le 21 et le 22 septembre 1934... : par le ministère de Me Ch. D. Cosandier : experts M. Max Moos, M. Aimé Martinet
- 1935 : Tableaux modernes, dessins, aquarelles et gouaches œuvres de François Barraud, Maurice Barraud, H. Berger, Em. Bernard... et 42 tableaux importants de Ferdinand Hodler provenant de la collection de M. Max Moos et dont la vente aura lieu à Genève, Galerie Moos..., le 23 mars 1935... par le ministère de M. Ch. Cosandier sous la dir. de M. W.-S. Kundig
- 1935 : Tableaux des écoles allemande, flamande, française, hollandaise et italienne du XVe au XIXe siècle, œuvres de Avercamp, Backhuyzen, Berghem... provenant de la collection privée du Dr L. D. Van Hengel... et dont la vente aura lieu à Genève, Galerie Moos, 3, rue du Léman, le 25 mai 1935 : par le ministère de Me Ch. D. Cosandier assisté par M. Max Moos.
- 1935: Tableaux, aquarelles, dessins, gravures et miniatures, objets d'art et d'ameublement... provenant du domaine de Beaulieu, Genève appartenant à Mlle Louise Chauvet et à M. Maurice Chauvet et d'autre provenance dont la vente aura lieu à Genève, Galerie Moos, 3, rue du Léman, le 27 et le 28 septembre 1935 : par le ministère de Me Ch. D. Cosandier.

- 1937 : Tableaux anciens des écoles anglaise, française... suisse du XVIe au XIXe siècle : tableaux modernes, dessins et aquarelles œuvres de François Barraud... et 40 tableaux importants de Ferdinand Hodler provenant des collections de Feu M. Paul Chavan, Genève...et dont la vente aura lieu à Genève, Galerie Moos, 3, rue du Léman, le 20 mars 1937 : par le ministère de Me Ch. D. Cosandier assisté par M. Max Moos.
- 1937 : Tableaux anciens des écoles allemande, flamande, française... suisse du XVe au XIXe siècle... : tableaux modernes œuvres de Amiet, François Barraud... et 20 tableaux importants de Ferdinand Hodler provenant des collections de Feu M. le Dr Johannes Widmer, Genève et de M. le Prof. A. Strauss, Vienne...et dont la vente aura lieu à Genève, Galerie Moos, 3, rue du Léman, le 30 octobre 1937 : par le ministère de Me Ch. D. Cosandier assisté par M. Max Moos.
- 1938 : Tableaux anciens des écoles allemande, anglaise, flamande... suisse du XVe   au   XIXe siècle, œuvres de Brekelenkamp, Clouet, Cuyp... : tableaux modernes œuvres de François Barraud, Boudin... et 19 tableaux importants de Ferdinand Hodler provenant des collections de feu M. Ernest Ponti, Genève et dont la vente aura lieu à Genève, Galerie Moos, 3, rue du Léman, le 2 avril 1938 : par le ministère de Me Ch. D. Cosandier assisté par M. Max Moos

- 1938 : Tableaux, aquarelles, pastels et dessins par Barraud, Berthoud, Bocion, Bressler... : belle collection exclusivement de la collection de feu M. Ernest Ponti, Genève et dont la vente aura lieu à Genève, Galerie Moos, 3, rue du Léman, le 15, 16 et 17 septembre 1938 : par le ministère de Me Ch. D. Cosandier assisté par M. Max Moos
- 1940 : Tableaux, aquarelles, dessins, objets d'art et d'ameublement, meubles anciens et de style, porcelaines, argenterie, étains, tapis, etc. provenant de la collection de M. et Mme Max Moos, Genève, dont la vente aura lieu à Genève, Galerie Moos, 3, rue du Léman, le vendredi après-midi 6 décembre 1940... et le samedi après-midi 7 décembre 1940... par le ministère de M. Ch. Cosandier

- 1941 : Tableaux anciens des écoles allemande, flamande, française... suisse du XVe au XIXe siècle œuvres de Brekelenkamp, Brueghel... : tableaux modernes, aquarelles, dessins par Agasse, Amiet, Anker...provenant des collections de divers amateurs suisses et étrangers dont la vente aura lieu à Genève, Galerie Moos, 3, rue du Léman, le 23 et 24 mai 1941 : par le ministère de Me Ch. D. Cosandier assisté par M. Georges Moos

- 1943 : Tableaux anciens et modernes par Boilly, Brun de Versoix, Hughtenburgh, Santerre... vente aux enchères à la Galerie Georges Moos, Genève, 12, rue Diday, le 30 octobre 1943 : par le ministère de Me Ch. D. Cosandier assisté par M. Georges Moos.